# Momisofalsus clermonti
Momisofalsus clermonti là một loài bọ cánh cứng trong họ Cerambycidae.